# Унамуно, Мигель де
Миге́ль де Унаму́но-и-Ху́го (исп. Miguel de Unamuno y Jugo; 29 сентября 1864, Бильбао — 31 декабря 1936, Саламанка) — испанский философ, писатель, общественный деятель баскского происхождения, крупнейшая фигура «поколения 98 года». Автор ряда романов, пьес, поэтических сборников и философских трудов, среди самых известных из его произведений — «Житие Дон Кихота и Санчо» (1905) и роман «Туман» (1914).

## Биография
Отец Мигеля — коммерсант Феликс Мария де Унамуно, мать — Мария Саломе Хуго, оба — баски по национальности. Родным языком Унамуно был баскский, но писал он по-испански. В семье получил традиционное католическое воспитание, некоторое время даже хотел стать священником.
В 1880 году Унамуно поступил на факультет философии и гуманитарных наук Мадридского университета, который закончил в 1884-м, получив степень доктора. Унамуно вернулся в родной Бильбао, где преподавал латынь в средних учебных заведениях. В 1891 году женился на Кармен Лисарраге. В том же году перебрался в Саламанку, где получил место профессора греческого языка, античной литературы и философии Саламанкского университета, а в 1901 году стал его ректором.
В 1924 году за выступления против диктатуры Примо де Риверы сослан на Канарские острова, откуда отправился в добровольное изгнание во Францию. На родину он вернулся в 1930 году, был депутатом Кортесов (1931—1932 годы). Унамуно выступил против республики, считая, что она не может обеспечить гражданский мир и национальное единство.
Поддержав в первые недели франкистский мятеж, 12 октября 1936 года выступил с его решительным осуждением. Поводом для этого стала шовинистическая речь фалангистского генерала Хосе Мильяна-Астраи в большом зале Университета Саламанки. Унамуно отреагировал на неё следующим выступлением:

Выслушайте мои слова, вы все. Все вы знаете меня и знаете, что я не могу хранить молчание. Порой молчать означает лгать. Ибо молчание можно понять как соучастие. Я хочу оценить речь — если её можно так назвать — генерала Мильяна-Астрая, который присутствует среди нас. Давайте отбросим личные оскорбления, прозвучавшие в этой внезапной вспышке поношений в адрес басков и каталонцев. Сам я родился, конечно, в Бильбао. Епископ, — нравится ему это или нет, каталонец из Барселоны. И только что я услышал бессмысленный некрофильский вопль: «Да здравствует смерть!» И я, который провел всю жизнь, осмысливая парадоксы, рождённые из бессмысленного гнева или других эмоций, должен сказать вам, умной и опытной аудитории, что этот нелепый парадокс вызывает у меня отвращение. Генерал Мильян-Астрай — калека. Давайте скажем об этом без обиняков. Он инвалид войны. Как Сервантес. К сожалению, сейчас в Испании слишком много калек. И если Бог не внемлет нашим молитвам, скоро их будет ещё больше. И мне доставляет боль мысль о том, что генерал Мильян-Астрай будет определять психологию масс. Калека, лишенный духовного величия Сервантеса, он испытывает зловещее облегчение, видя вокруг себя уродства и увечья. Здесь храм разума. И я его верховный жрец. Это вы оскорбляете его священные пределы. Вы можете победить, потому что у вас в достатке грубой силы. Но вы никогда не убедите. Потому что для этого надо уметь убеждать. Для этого понадобится то, чего вам не хватает в борьбе — разума и справедливости. Я все сказал.
— Хью Томас. Гражданская война в Испании. 1931–1939 гг.
Мильян-Астрай прервал выступление Унамуно возгласом «Смерть интеллигенции! Да здравствует смерть!». За свой антифранкистский демарш Унамуно был смещён с поста ректора университета и фактически помещён под домашний арест. Накануне смерти он писал: «Я не знаю ничего омерзительнее того союза казарменного духа с церковным, который цементирует новую власть».
Он был помещён Франко под домашний арест, а 31 декабря последовала его смерть. Унамуно умер во сне, что он считал лучшим и безболезненным способом умереть.
Почти тридцать лет спустя Франко в разговоре с кузеном заявил, что поведение Унамуно было «достаточно досадным, недопустимым на патриотической церемонии, в такой знаменательный день, в националистской Испании, которая сражалась с жестоким врагом и преодолевала огромные трудности на пути к победе».

## Философские взгляды
В 1880—1890-е годы Унамуно увлекался социалистическими идеями Бакунина, Лассаля, Маркса, активно работал в социалистическом еженедельнике «Луча де класе» («Классовая борьба»). После религиозного кризиса 1897 года, вызванного смертью от менингита трёхлетнего сына, отошёл от социализма и начал разрабатывать философскую концепцию, предвосхитившую ряд положений персонализма и экзистенциализма. Огромное влияние на Унамуно оказали идеи и творчество Августина, испанских средневековых мистиков, Б. Паскаля и С. Кьёркегора, для чтения произведений которого в оригинале он даже выучил датский язык.
Дон Мигель ощутил смерть сына как проявление вселенской трагедии, состоящей в том, что человек хочет, но не может жить вечно. Начиная с 1897 года и вплоть до последних произведений всё его творчество проникнуто раздумьями о вере и неверии, смерти и бессмертии, во всех его писаниях звучит трагическая нота.
Всё многообразное в жанровом отношении творчество Унамуно концентрируется вокруг проблемы личного бессмертия. Речь идёт о последней данности человеческого сознания: перед лицом трагического вопроса о бессмертии скептицизм разума соединяется с отчаянием чувств и рождается «трагическое чувство жизни» — витальная основа человеческого существования. Понятие «трагического чувства жизни» конкретизируется как специфическое переживание конечности человеческого бытия (опыт «ничто», которое есть в то же время «жажда бессмертия» и «голод по бытию»).
Унамуно развивает идею Бога как проекции фундаментальной жажды бытия на бесконечность универсума и гаранта личного бессмертия.
Желание сохранить веру в бессмертие одновременно с сомнением в истинах религии определило его стремление к т. н. «кихотизму», то есть борьбе во имя неосуществимого идеала, представляющейся разуму безумием.
Центральная проблема философии Унамуно — духовная жизнь личности, сосредоточенная, по его мнению, на стремлении разрешить противоречия конечного и бесконечного: жажде личного бессмертия противоречит рационалистическая уверенность в конечности сущего, потребности в вере — невозможность веры для современного разума. Унамуно вводит понятие «агонии» — особого трагического восприятия жизни, вызванного непримиримым дуализмом разума и веры («О трагическом чувстве жизни у людей и народов», 1913 г.; «Агония христианства», 1924 г.).
Творчество, любовь, дружба, материнство и т. п. представляются специфическими для человека способами преодолеть конечность существования, запечатлеть «я» в мире («Житие Дон Кихота и Санчо», 1905; «Абель Санчес», 1917; «Тётя Тула», 1921, и др.).
Унамуно утверждал личный, «экзистенциальный» характер философской истины, констатировал противоречия научного и духовного прогресса, считал возрождение личности («героическое безумие», «кихотизм») единственной возможностью выхода из тупика современного мира.

## В кинематографе
- 2019 Пока идет война / Mientras dure la guerra. В роли Карра Элехальде.

## Переводы на русский
- Унамуно, Мигель де. Назидательные новеллы. М., Л.: ГИХЛ, 1962.
- Унамуно, Мигель де. Избранное в двух томах. Л.: «Художественная литература» Ленинградское отделение, 1981.
- Унамуно, Мигель де. О трагическом чувстве жизни. Киев: «Символ», 1997.
- Унамуно, Мигель де. Житие Дон Кихота и Санчо по Мигелю де Сервантесу Сааведре, объясненное и комментированное Мигелем де Унамуно. СПб.: «Азбука», «Азбука-Аттикус», 2011. — 416с. — ISBN 978-5-389-01484-8.
- Унамуно, Мигель де. Святой Мануэль Добрый, мученик. «Симпозиум», 2000. — Серия Ex Libris. — 552 с. — ISBN 5-89091-114-7.